# Martin Wördehoff
Martin Wördehoff (* 26. Februar 1979 in Frankfurt am Main) ist ein ehemaliger deutscher Radrennfahrer, Nationaltrainer und Disziplinchef Radsport im Allgemeinen Deutschen Hochschulsportverband (ADH).

## Sportliche Laufbahn
Wördehoff erschien 1996 auf der Bühne des internationalen Mountainbikerennsports. Nach vielversprechendem Einstieg in der deutschen Rennserie Grundig Top-Ten-Cup, der späteren BDR-Bundesliga, folgten Einsätze im UCI-Weltcup und bei Welt- und Europameisterschaften. Der gebürtige Frankfurter gehörte nach den Abfahrtssportlern der ersten Stunde um den deutschen Weltcupgewinner von 1993, Jürgen Beneke, einer zweiten Generation von jungen, deutschen Downhillpiloten an, die sich im internationalen Vergleich allerdings schwer taten. 2001 beendete Wördehoff seine aktive Karriere vorzeitig und wandte sich einem Hochschulstudium zu.

## Studium
Wördehoff studierte Sport- und Wirtschaftswissenschaften an der Julius-Maximilians-Universität Würzburg, der Ludwig-Maximilians-Universität München und der Technischen Universität München. Studienschwerpunkte lagen im Bereich der Trainingswissenschaften, dem Gebiet von Sport und Gesundheit, sowie der mitarbeiterorientierten Unternehmensführung. Er machte seinen Abschluss als Gymnasiallehrer für Sport-, Wirtschafts- und Rechtslehre- und Geografieunterricht. Zusätzlich absolvierte er ein Fernstudium an der Akademie für Betriebswirtschaft und Sport BSA.
Parallel zum Studium entwickelte Wördehoff in Kooperation mit der Universität Würzburg ein Lehrkonzept für den Mountainbikesport. Nach mehrjähriger Abstinenz vom Spitzenradsport kehrte Wördehoff in den Folgejahren als Trainer und Funktionär in den Wettkampfsport zurück.

## Zahlen und Fakten
- Seit 2002: Lehrbeauftragt an der Julius-Maximilians-Universität Würzburg und Leiter der Radsportabteilung.[3]
- 2006: Fachwart MTB und Cyclo-Cross im allgemeinen deutschen hochschulsport und Co-Trainer der Deutschen Studentennationalmannschaft.[4]

Weltmeistertitel im Cyclo-Cross mit Sebastian Hannöver und René Birkenfeld. Vizeweltmeistertitel im Einzelzeitfahren mit Tobias Erler und Rang 3 mit Olympiateilnehmerin Verena Jooß.
- Seit 2007: Disziplinchef Radsport im allgemeinen deutschen hochschulsportverband.[4][8]
- 2007: Cheftrainer der Thailändischen Nationalmannschaft.

2× Gold-, Silber- und Bronzemedaillen bei den SEA-Games 2007 u. a. mit Sattayanun Abdulkaree und Thawatchai Masae.
- Seit 2008: Teamchef der Deutschen Studentennationalmannschaft.[11]

Weltmeistertitel 2008 im Mountainbike-Marathon mit dem ehemaligen Europameister der Eliteklasse Hannes Genze und Rang 3 mit Kerstin Kögler. Vizeweltmeistertitel in der Disziplin 1er Straße mit der Mannschaft um Michael Schweizer.